# Менделеев ошибался
Менделеев ошибался — ансамбль пісні і танцю, створений у Сєвєродонецьку в 1995 році. Виконуючи психотропний панк, колектив відразу став і залишається символом музичного екстремізму Луганської області.

## Назва
Сергій Горєлов, вокаліст гурту, прокоментував появу назви так:
«Менделєєв трохи не дорахував кількості градусів в горілці. Цей напій міг би бути міцніше, при тій же ціні, й, відповідно, ефективніше. ККД (коефіцієнт корисної дії) повинен бути вищим 40%… Як людині з технічною освітою, мені відомо, що цей ККД дуже такий, слабенький»

## Історія

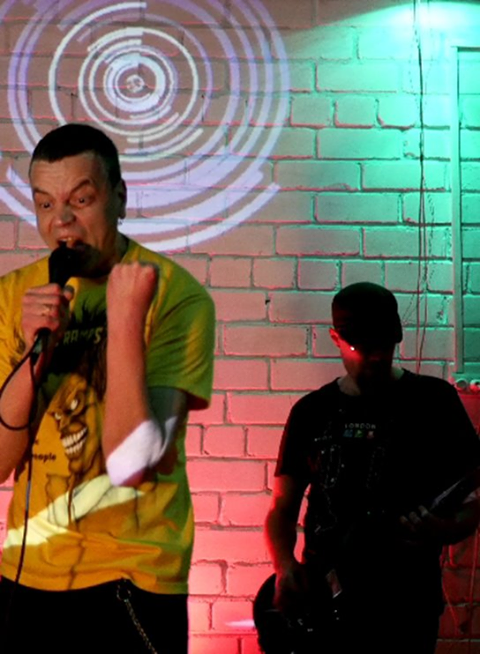
«Менделеев ошибался» на Міжміському онлайн-фестивалі контркультурного мистецтва Інтерсіті Live 2.0

Гурт зібрав у 1995 році Сергій Горєлов, який вже мав досвід участі у гурті стилю No wave. Перший склад: Андрій Попов (бас), Максим Вергун (гітара), Сергій Горєлов (ударні). У 1997 році музиканти помінялися інструментами, і гурт розпочав концертні виступи у складі: Сергій Горєлов (вокал, кларнет), Андрій Попов (гітара), Максим Вергун (бас), Олексій Глушко (ударні).
Після декількох демо-плівок у 1999 році був записаний перший номерний альбом «Труба». Останній (восьмий) альбом у стилі техно-панк гурт випустив у 2020 році — він називається «Пісні для ЦУМу», в ньому брали участь Сергій Горєлов (вокал), Сергій Брекалов (гітара), Володимир Тхоренко (клавішні).
Перфоманси «Менделеев ошибался» проходять на емоційному рівні, який стабільно зашкалює, — це викликає неоднозначну реакцію публіки, а інколи й організаторів. Колектив брав участь у фестивалях «З країни в Україну», «Зі Сходу до Заходу», Светлоград-fest та багатьох інших. Один з найяскравіших виступів відбувся у 2020 році на Міжміському онлайн-фестивалі контркультурного мистецтва Інтерсіті Live 2.0 та Інтерсіті Live 4.2.

## Дискографія
- 1999 Труба
- 2000 Эпизоды
- 2001 Oberpunx
- 2002 Последние дни самоубийц
- 2005 Onkel Deutsch
- 2015 Искусство вечно!
- 2019 Кокосовый бриз
- 2020 Песни для ЦУМа

## Відеографія
- DVD «Вожди» (2007 р., зйомка та монтаж С. Лобойко)
- Кліп «Растворение» (2018 р., режисер В. Тхоренко)[6]
- Кліп «Амурная гроздь» (2018 р., режисер А. Магомедов)[7]